# وزارة الخارجية (الكويت)
وزارة الخارجية الكويتية هي وزارة حكومية تأسست في 17 يناير 1962 وهي الوزارة المسؤولة عن السياسة الخارجية للكويت وتنفيذها، وزير الخارجية حالياً هو عبدالله علي اليحيا منذ 17 يناير 2024. 

## التاريخ
تأسست وزارة خارجية دولة الكويت في 17 يناير 1962. وأنه في تاريخ 12/5/1962، أصدر الأمير الراحل الشيخ عبد الله السالم، المرسوم رقم 32 لسنة 1962 لتنظيم عمل الوزارة.
يذكر بأن المقر الأول للوزارة كان يقع في ضاحية عبد الله السالم وأن بعدها انتقل الموقع الرسمي إلى المكان الحالي الكائن على البحر بجانب قصر السيف. علمًا بأنه أثناء الغزو العراقي للدولة في عام 1990، ولمدة سبعة أشهر، انتقل موقع الوزارة إلى مدينة جدة أسوة مع الحكومة الكويتية المتمركزة هناك.
وكان أول وزير للخارجية الشيخ صباح السالم الصباح.

## قائمة وزراء الخارجية
| # | الإسم                                 | الصورة | فترة تولي المنصب | فترة تولي المنصب |
| 1 | الشيخ صباح السالم المبارك الصباح      |        | 17 يناير 1962    | 29 أكتوبر 1962   |
| 2 | الشيخ صباح الأحمد الجابر الصباح       |        | 2 فبراير 1963    | 20 أبريل 1991    |
| 3 | الشيخ سالم صباح السالم الصباح         |        | 20 أبريل 1991    | 17 يناير 1992    |
| 4 | الشيخ صباح الأحمد الجابر الصباح       |        | 17 أكتوبر 1992   | 14 يوليو 2003    |
| 5 | الشيخ الدكتور محمد صباح السالم الصباح |        | 14 يوليو 2003    | 18 أكتوبر 2011   |
| 6 | الشيخ صباح خالد الحمد الصباح          |        | 23 أكتوبر 2011   | 19 نوفمبر 2019   |
| 7 | الشيخ الدكتور أحمد ناصر المحمد الصباح |        | 17 ديسمبر 2019   | 16 أكتوبر 2022   |
| 8 | الشيخ سالم عبدالله الجابر الصباح      |        | 16 أكتوبر 2022   | 17 يناير 2024    |
| 9 | عبدالله علي اليحيا                    |        | 17 يناير 2024    | حتى الآن         |